# Tractus iliotibialis
De tractus iliotibialis is een longitudinale weefselverdikking van de fascia lata, aan de buitenzijde van de dij. Deze band loopt van de buitenzijde van het bekken over de heup en knie en hecht aan net onder de knie.
De tractus iliotibialis is belangrijk voor het stabiliseren van het kniegewricht tijdens hardlopen. Hierbij beweegt de band van achter het femur (dijbeen) in anterieure richting en wrijft hierbij over de laterale knobbel van het femur. De tractus iliotibialis komt vanuit de m. tensor faciae latae.

## Functie
De tractus iliotibialis heeft als functie het leveren van stabiliteit aan de buitenkant van de knie. Wanneer de knie buigt verschuift de ligging van de tractus iliotibialis iets naar achteren en wanneer de knie zich weer strekt schiet hij weer terug naar voren.

## Oorsprong
origo Ontspringt in het gebied van de spina iliaca anterior superior.

## Aanhechting
insertie Gaat onder de trochanter major over in de tractus iliotibialis. Deze is bevestigd aan de condylus lateralis tibiae.
Innervatie: nervus gluteus superior L4-L5